# Front Democràtic de Salvació Nacional
El Front Democràtic de Salvació Nacional (romanès Frontul Democrat al Salvarii Nationale) fou un partit polític de Romania, escindit el 1992 del Front de Salvació Nacional per un grup de descontents amb l'elecció de Petre Roman com a cap.
Els resultats del FSNR a les eleccions de maig de 1992 no foren els esperats, 11% dels vots emesos, aconseguint 43 diputats i 18 senadors, passant a convertir-se en la tercera força política darrere del PDSR i del Partidul National Liberal. Davant de la nova situació, el president del FSNR plantejà la creació d'un nou partit integrat a partir del FSNR per tot un seguit de partits petits com, Partidul Unităţii Social Democrate, Frontul Democrat Român, Partidul Alianţa Naţională, Partidul Pensionarilor şi al Protecţiei Sociale, creant-se així una nova formació política que en els seus orígens havia d'ocupar l'espai del centreesquerra i centre polític romanès, ja que la formació en els seus orígens es declarava Socialdemòcrata. Després de la Convenció Nacional de 10 de juliol de 1993 va canviar el nom pel de Partit Socialdemòcrata.

## Resultats electorals

### Cambra de diputats
| Any  | Vots      | Percentatge | Escons | Percentatge d'escons |
| ---- | --------- | ----------- | ------ | -------------------- |
| 1992 | 3,015,708 | 27,72%      | 117    | 35,67%               |

### Senat
| Any  | Vots      | Percentatge | Escons | Percentatge d'escons |
| ---- | --------- | ----------- | ------ | -------------------- |
| 1992 | 3,102,201 | 28,29%      | 49     | 34,26%               |

### President
| Any  | #   | Candidat    | Vots (1a volta) | %      | Vots (2a volta) | %      |
| ---- | --- | ----------- | --------------- | ------ | --------------- | ------ |
| 1992 | 1er | Ion Iliescu | 5,633,465       | 47,34% | 7,393,429       | 61,43% |